# شیلا اینگرام
شیلا اینگرام (انگلیسی: Sheila Ingram؛ ۲۳ مارس ۱۹۵۷ – ۱ سپتامبر ۲۰۲۰) ورزشکار دو و میدانی اهل ایالات متحده آمریکا بود.
وی در مسابقات کشوری و بین‌المللی در مجموع برندهٔ ۱ مدال نقره شده‌است.